# Херман Ханкел
Херман Ханкел (Хале, 14. фебруар 1839 — Шрамберг, 29. август 1873) био је немачки математичар рођен у Халеу, Немачка, а умро у Шрамбергу (близу Тибингена), Немачка.
Студирао је и радио са, између осталих, Мебијусом, Риманом, Вајерштрасом и Кронекером.
Херман Ханкел је један од првих који је Индији приписао Хинду-арапски систем бројева и математику која је дошла уз њега. Он је рекао: „Не може се порећи да модерна математика више личи на математику Индијаца него на математику Грка."